# شان اوبراین
شان اوبراین (به انگلیسی: Sean O'Bryan) (زاده ۱۰ سپتامبر ۱۹۶۳) بازیگر آمریکایی است.
از فیلم‌های معروف او می‌توان به بازی در به دام افتاده در بهشت، مری و مارتا، گرگ و میش گلدها و بزرگ کردن هلن اشاره کرد.